# Torneo Apertura 2025 Primera División (Guatemala)
El Torneo Clausura 2025 de la Primera División de Guatemala será la edición número 47 de la máxima categoría de ascenso en Guatemala desde el cambio de formato en la temporada 2002−03. El torneo da inicio a la temporada 2025−26 de la categoría.

## Sistema de competencia
El torneo de Primera División 2024−25 se divide en dos partes:
- Fase de clasificación: 18 fechas de 10 partidos cada una, para un total de 180 partidos.
- Fase final: 11 series de eliminación directa en partidos de ida y vuelta, para un total de 22 partidos.

### Fase de clasificación
En la fase de clasificación se utilizará el sistema de puntos. La ubicación en la tabla general está sujeta a lo siguiente:
- Por juego ganado se obtendrán tres puntos.
- Por juego empatado se obtendrá un punto.
- Por juego perdido no se otorgan puntos.

En esta fase participan los 20 clubes de la liga, divididos en 2 grupos de 10 equipos según proximidad geográfica, jugando cada equipo 2 veces contra sus 9 rivales de grupo, para un total de 18 fechas.
El orden de los clubes al final de la fase de calificación del torneo corresponderá a la suma de los puntos obtenidos por cada uno de ellos y se presentará en forma descendente en ambos grupos. Si al finalizar las 18 jornadas del torneo, dos o más clubes estuviesen empatados en puntos, su posición en la tabla de grupo estará determinada atendiendo a los siguientes criterios de desempate:
1. Mejor diferencia entre los goles anotados y recibidos y goles.
2. Mayor número de goles anotados.
3. Marcadores particulares entre los clubes empatados.
4. Mayor número de goles anotados como visitante.
5. Mejor ubicado en la tabla general de cociente
6. Tabla Fair Play
7. Sorteo.

Para determinar los lugares que ocuparán los clubes que participen en la fase final del torneo se tomará como base cada una de las tablas de grupo.
Así pues, los equipos clasificados a la fase final por el título serán:
- Los equipos 1° y 2° en cada grupo. Clasificando directamente a cuartos de final.
- Los equipos 3°, 4°, 5° y 6° de cada grupo. Clasifican a la ronda de acceso a cuartos de final.

### Fase final
Consta de 4 rondas a eliminación directa:
- Acceso a cuartos de final
- Cuartos de final
- Semifinales
- Final

Todas las rondas se juegan a visita recíproca, siendo el equipo mejor posicionado en la tabla general quien reciba el partido de vuelta en casa.
Si tras finalizar los dos partidos ambos equipos se encuentran empatados en el marcador global, se jugarán 2 tiempos extras de 15 minutos cada uno; de persistir el empate, el clasificado se define a través de tiros desde el punto penal.

#### Acceso a cuartos de final
Participan en esta fase los equipos del 3.° al 6.° puesto de cada grupo, enfrentándose de manera cruzada entre grupos:
- 3°. del Grupo A vs 6.° del Grupo B
- 4.° del Grupo A vs 5.° del Grupo B
- 3.° del Grupo B vs 6.° del Grupo A
- 4.° del Grupo B vs 5.° del Grupo A

Los ganadores de las series según los criterios establecidos clasificarán a los cuartos de final.

#### Cuartos de final
Los dos primeros lugares de cada grupo se encuentran clasificados automáticamente a esta fase, siendo ordenados en una tabla específica según su desempeño en la fase de clasificación. De la misma manera, los cuatro equipos clasificados de la fase anterior se ordenan según su desempeño en fase de clasificación.
De este modo, los enfrentamientos se ordenan de modo que:
- 1.° vs 8.°
- 2.° vs 7.°
- 3.° vs 6.°
- 4.° vs 5.°

Los ganadores de las series según los criterios establecidos clasificarán a las semifinales.

#### Semifinales
Los cuatro equipos clasificados desde la ronda anterior se ordenan según su desempeño en la fase de clasificación. De modo que:
- 1.° vs 4.°
- 2.° vs 3.°

Los ganadores de las series según los criterios establecidos clasificarán a la serie final y a las series de ascenso.

#### Final
Los dos equipos clasificados de la ronda anterior se enfrentarán en la ronda final. El equipo con mejor desempeño durante la fase de clasificación recibirá el partido de vuelta en su estadio.
El ganador de la serie según los criterios establecidos será nombrado campeón de la categoría.

## Equipos participantes[1]

### Cambios de los equipos
| Pos. | Descendidos de la Liga Nacional 2024-25 |
| ---- | --------------------------------------- |
| 11   | Deportivo Xinabajul                     |
| 12   | Deportivo Zacapa                        |

| Pos.  | Ascendidos a la Liga Nacional 2025-26 |
| ----- | ------------------------------------- |
| C&F   | Atlético Mictlán                      |
| Prom. | Aurora                                |

| Pos.  | Ascendidos de la Segunda División 2024-25 |
| ----- | ----------------------------------------- |
| C&F   | Aguacatán                                 |
| Prom. | Nueva Santa Rosa                          |
| Prom. | Ipala                                     |
| Auto  | Palencia                                  |
| Auto  | Chimaltenango                             |
| Auto  | Carchá                                    |
| Ficha | Gomerano                                  |
| Ficha | Chichicasteco                             |
| Ficha | Huehuetecos                               |

| Pos. | Descendidos a la Segunda División 2025-26 |
| ---- | ----------------------------------------- |
| 10 A | Pajapita                                  |
| 9 B  | Gualán                                    |
| 10 B | Barberena                                 |

| Pos.  | Egresos administrativos |
| ----- | ----------------------- |
| Ficha | Democracia              |
| Ficha | La Libertad             |
|       | CF Universidad          |
|       | Palencia                |
|       | Deportivo Xinabajul     |
|       | Deportivo Zacapa        |

### Grupo A
| Equipo            | Ciudad                   | Estadio                            | Capacidad | Fundación      |
| ----------------- | ------------------------ | ---------------------------------- | --------- | -------------- |
| Aguacatán         | Aguacatán                | Municipal Aguacatán                | 2 000     | n/d            |
| Chichicasteco     | Chichicastenango         | Tzocomá                            | 2 300     | 2025 (0 años)  |
| Coatepeque        | Coatepeque               | Israel Barrios                     | 20 000    | 1967 (58 años) |
| Gomerano          | La Gomera                | Pedro Coronado Campos              | 3 000     | 2025 (0 años)  |
| Huehuetecos       | Huehuetenango            | Los Cuchumatanes                   | 5 000     | 2025 (0 años)  |
| Juventud Copalera | San Ildefonso Ixtahuacán | José Antonio Castillo y Castillo   | n/d       | n/d            |
| Nueva Concepción  | Nueva Concepción         | José Luis Ibarra                   | 2 000     | 1994 (31 años) |
| Quiché FC         | Santa Cruz del Quiché    | Municipal de Santa Cruz del Quiché | 4 000     | 1956 (69 años) |
| San Pedro         | San Pedro Sacatepéquez   | Estadio Municipal de San Pedro     | 4 000     | 1994 (31 años) |
| Suchitepéquez     | Mazatenango              | Carlos Salazar Hijo                | 10 000    | 1960 (64 años) |

### Grupo B
| Equipo                    | Ciudad                    | Estadio                    | Capacidad | Fundación      |
| ------------------------- | ------------------------- | -------------------------- | --------- | -------------- |
| AFF Guatemala             | San Miguel Petapa         | Julio Armando Cóbar        | 7 500     | 2008 (16 años) |
| Carchá                    | San Pedro Carchá          | Juan Ramón Ponce Guay      | 5 000     | 1962 (63 años) |
| Chimaltenango             | Chimaltenango             | Municipal de Chimaltenango | 2 000     | 1948 (77 años) |
| Chiquimulilla             | Chiquimulilla             | Los Conacastes             | 1 000     | 1951 (74 años) |
| Ipala                     | Ipala                     | Municipal Atlántida        | 1 000     | 2016 (9 años)  |
| Iztapa                    | Iztapa                    | El Morón                   | 1 000     | 2001 (24 años) |
| Nueva Santa Rosa          | Nueva Santa Rosa          | Pedro García Arredondo     | 1 000     | 2010 (15 años) |
| Sacachispas               | Chiquimula                | Las Victorias              | 9 500     | 1948 (76 años) |
| San Benito                | San Benito                | Julián Tesucún             | 5 000     | 1993 (32 años) |
| Santa Lucía Cotzumalguapa | Santa Lucía Cotzumalguapa | Municipal Cotzumalguapa    | 9 000     | 2014 (11 años) |

## Fase de clasificación

### Grupo A

#### Posiciones
| Pos. | Equipos           | Pts. | PJ | G | E | P | GF | GC | Dif. | Clasificación             |
| ---- | ----------------- | ---- | -- | - | - | - | -- | -- | ---- | ------------------------- |
| 1    | San Pedro         | 10   | 4  | 3 | 1 | 0 | 10 | 2  | +8   | Cuartos de Final          |
| 2    | Gomerano          | 9    | 4  | 3 | 0 | 1 | 9  | 5  | +4   | Cuartos de Final          |
| 3    | Quiché            | 7    | 4  | 2 | 1 | 1 | 8  | 2  | +6   | Acceso a cuartos de final |
| 4    | Coatepeque        | 7    | 4  | 2 | 1 | 1 | 6  | 4  | +2   | Acceso a cuartos de final |
| 5    | Aguacatán         | 7    | 4  | 2 | 1 | 1 | 3  | 4  | –1   | Acceso a cuartos de final |
| 6    | Nueva Concepción  | 6    | 4  | 2 | 0 | 2 | 4  | 7  | –3   | Acceso a cuartos de final |
| 7    | Juventud Copalera | 4    | 4  | 1 | 1 | 2 | 4  | 6  | –2   |                           |
| 8    | Huehuetecos       | 4    | 4  | 1 | 1 | 2 | 6  | 12 | –6   |                           |
| 9    | Suchitepéquez     | 2    | 4  | 0 | 2 | 2 | 4  | 6  | –2   |                           |
| 10   | Chichicasteco     | 0    | 4  | 0 | 0 | 4 | 3  | 9  | –6   |                           |

#### Resultados
| Local \ Visitante  | AGU | CCH | COA | GOM | HUE | JCO | NCO | QCH | SPE | SUC |
| ------------------ | --- | --- | --- | --- | --- | --- | --- | --- | --- | --- |
| Aguacatán          | —   |     |     |     |     |     |     | 1–0 |     | 1–0 |
| Chichicasteco      |     | —   |     |     |     |     |     | 0–3 | 1–2 |     |
| Coatepeque         | 1–1 | 2–1 | —   |     | 1–2 | 2–0 |     |     |     |     |
| Deportivo Gomerano | 3–0 |     |     | —   |     |     | 2–1 |     |     |     |
| Huehuetecos FC     |     |     |     |     | —   |     |     |     |     |     |
| Juventud Copalera  |     |     |     | 3–2 |     | —   |     |     |     | 1–1 |
| Nueva Concepción   |     | 2–1 |     |     |     | 1–0 | —   |     |     |     |
| Quiché FC          |     |     |     |     | 5–1 |     |     | —   | 0–0 |     |
| San Pedro          |     |     |     |     | 4–1 |     | 4–0 |     | —   |     |
| Suchitepequez      |     |     |     | 1–2 | 2–2 |     |     |     |     | —   |

### Grupo B

#### Posiciones
| Pos. | Equipos                   | Pts. | PJ | G | E | P | GF | GC | Dif. | Clasificación             |
| ---- | ------------------------- | ---- | -- | - | - | - | -- | -- | ---- | ------------------------- |
| 1    | Sacachispas               | 10   | 4  | 3 | 1 | 0 | 9  | 0  | +9   | Cuartos de Final          |
| 2    | Nueva Santa Rosa CDF      | 7    | 4  | 2 | 1 | 1 | 7  | 3  | +4   | Cuartos de Final          |
| 3    | Chiquimulilla             | 6    | 4  | 1 | 3 | 0 | 4  | 1  | +3   | Acceso a cuartos de final |
| 4    | AFF Guatemala             | 6    | 4  | 1 | 3 | 0 | 5  | 3  | +2   | Acceso a cuartos de final |
| 5    | San Benito                | 5    | 4  | 1 | 2 | 1 | 3  | 3  | 0    | Acceso a cuartos de final |
| 6    | Chimaltenango             | 5    | 4  | 1 | 2 | 1 | 3  | 4  | –1   | Acceso a cuartos de final |
| 7    | CSD Ipala 1893            | 4    | 4  | 0 | 4 | 0 | 0  | 0  | 0    |                           |
| 8    | Santa Lucía Cotzumalguapa | 4    | 4  | 1 | 1 | 2 | 1  | 3  | –2   |                           |
| 9    | Carchá                    | 2    | 4  | 0 | 2 | 2 | 2  | 9  | –7   |                           |
| 10   | Iztapa                    | 1    | 4  | 0 | 1 | 3 | 0  | 8  | –8   |                           |

#### Resultados
| Local \ Visitante         | AFF | CAR | CHM | CHQ | IPA | IZT | NSR | SAC | SBE | SLC |
| ------------------------- | --- | --- | --- | --- | --- | --- | --- | --- | --- | --- |
| AFF Guatemala             | —   |     |     |     | 0–0 |     | 3–1 |     |     |     |
| Carchá                    | 1–1 | —   | 1–1 |     |     |     |     |     |     |     |
| Coatepeque                |     |     | —   |     |     |     |     |     |     | 1–0 |
| Chiquimulilla             | 1–1 | 3–0 |     | —   |     |     |     |     |     |     |
| Ipala 1898                |     |     |     | 0–0 | —   | 0–0 |     |     |     |     |
| Iztapa                    |     |     |     |     |     | —   |     | 0–5 |     |     |
| Nueva Santa Rosa CDF      |     | 4–0 |     |     |     |     | —   |     | 2–0 |     |
| Sacachispas               |     |     | 2–0 |     |     |     | 0–0 | —   |     | 2–0 |
| San Benito                |     |     |     | 0–0 |     | 2–0 |     |     | —   |     |
| Santa Lucía Cotzumalguapa |     |     |     |     | 0–0 | 1–0 |     |     |     | —   |